# Амільтон Сабо
Амільтон Сабо  (фр. Hamilton Sabot, 31 травня 1987) — французький гімнаст, олімпійський медаліст.

## Виступи на Олімпіадах
| Олімпіада   | Дисципліна       | Місце             |
| ----------- | ---------------- | ----------------- |
| Пекін 2008  | абсолютний залік | 30 (кваліфікація) |
| Пекін 2008  | командний залік  | 8                 |
| Пекін 2008  | вільні вправи    | 48 (кваліфікація) |
| Пекін 2008  | паралельні бруси | 30 (кваліфікація) |
| Пекін 2008  | перекладина      | 59 (кваліфікація) |
| Пекін 2008  | кільця           | 48 (кваліфікація) |
| Пекін 2008  | кінь             | 46 (кваліфікація) |
| Лондон 2012 | командний залік  | 8                 |
| Лондон 2012 | паралельні бруси | 3                 |
| Лондон 2012 | перекладина      | 20 r1/2           |
| Лондон 2012 | кільця           | 36 r1/2           |
| Лондон 2012 | кінь             | 30 r1/2           |